# Dean Mumm
Dean William Mumm (North Shore City, 5 marzo 1984) è un ex rugbista a 15 australiano, che giocava nel ruolo di seconda linea; tra le sue cinquantasette presenze con la maglia della nazionale australiana vanta la finale della Coppa del Mondo di rugby 2015.

## Biografia
Nato in Nuova Zelanda, suo nonno paterno era Bill Mumm, che negli anni quaranta del XX secolo fu un All Black; in giovane età la sua famiglia si trasferì in Australia e crebbe nei sobborghi di Sydney.
Studente all'Università di Sydney, per la cui squadra di rugby militò, Mumm entrò nell'accademia degli Waratahs nel 2004 e nel 2006 fu aggregato alla prima squadra, senza mai esordire per quella stagione; il debutto avvenne il 2 febbraio 2007 nell'incontro di Super 14 contro i Lions a Johannesburg.
All'epoca del debutto professionistico in Super Rugby Mumm aveva già vestito la maglia delle selezioni australiane Under-16 e Under-21.
Nel 2008 esordì negli Wallabies contro l'Irlanda a Melbourne nel corso del tour della Nazionale europea nell'Emisfero Sud, ma non fu convocato per la Coppa del Mondo di rugby 2011; nel 2012 lasciò l'Australia per trasferirsi in Inghilterra all'Exeter.
In tale club si impose come seconda linea di livello internazionale e divenne capitano della squadra, ma nel 2015, dopo che una modifica delle norme della Federazione aprì la possibilità di giocare in Nazionale anche a quei giocatori all'estero con almeno 60 presenze per gli Wallabies oppure sette anni di militanza professionistica in Australia, Mumm decise di firmare per il Super Rugby 2016 un contratto di un anno con gli Waratahs per poter avere la possibilità di giocare la Coppa del Mondo di rugby 2015.
L'opportunità si concretizzò e il C.T. australiano Michael Cheika convocò Mumm per il Championship 2015, che l'Australia si aggiudicò, e a seguire per la Coppa del Mondo, nel corso della quale, nell'incontro della fase a gironi contro l'Uruguay, fu designato capitano, la prima volta di un neozelandese di nascita alla guida dell'Australia nell'era professionistica.
Con la squadra giunse fino alla finale, poi persa proprio contro il suo Paese di nascita, la Nuova Zelanda.
Il 03 ottobre 2017 annuncia, con un tweet, di aver intrapreso la carriera di broker assicurativo, dopo aver lasciato il rugby professionistico.

## Palmarès
- Coppe Anglo-Gallesi: 1
Exeter Chiefs: 2013-14